# 儀天曆
《儀天曆》，是中国古代曆法，北宋使用的第四部历法，屬於陰陽曆。
宋真宗命京兆府（今西安市）天文学家史序撰写新历法。咸平四年（1001年）修成。咸平五年（1002年）颁布施行。对黄赤交角的测定的误差小于半分，欧洲16世纪末第谷的误差达2分。《儀天曆》规定回归年为365.2445日，朔望月为29.53059日。宋仁宗天圣元年（1023年），被《崇天曆》取代。